# Klisura reke Trešnjice
Klisura reke Trešnjice je deo specijalnog rezervata prirode. Rezervat je smešten nedaleko od Ljubovije, u zapadnoj Srbiji. Reka Trešnjica izvire na jugozapadnoj strani planine Povlen, na visini od 1185 m, dužina toka je oko 23 km, a uliva se u Drinu kod naselja Gornje Trešnjice na visini od 180 m.

## Kategorija zaštite
Deo područja reke Trešnjice (oko 14 km) je stavljeno pod zaštitu kao prirodno dobro od izuzetnog značaja i svrstava se u I kategoriju zaštite kao specijalni rezervat prirode „Klisura reke Trešnjice”. Stavljeno je pod zaštitu zbog očuvanja staništa i populacije prirodne retkosti lešinara beloglavog supa (Gyps fulvus), geomorfoloških oblika sa rekom i vrednog etno nasleđa. Prirodno dobro klisure reke Trešnjice je proglašeno je specijalnim rezervatom prirode 1992. godine. Klisura osigurava izuzetan potencijal za razvoj ekološkog turizma. U rezervatu su označene planinske staze, dužine oko 6 km. Počinju na Debelom brdu i spuštaju se do same reke i mesta Gornja Trešnjica. Trešnjica može za par časova, posle kiša da nabuja i tada predstavlja opasnost za posetioce koji se ne drže obeleženih staza.

## Fizičko - geografske karakteristike
Dolinske strane su veoma primaknute i sa stepenasto poređanim krečnjačkim odsecima, koji se u gornjim zonama završavaju nazupčenim grebenima. Posebno je impozantan odsek brda Boškovac. Klisura je delimično kanjonskog izgleda (oko 6 km dužine), koji je usečen u 800 – 1000 m visokoj površi. Dubina klisure je oko 500 m. U kanjonu Trešnjica prima najveće desne pritoke Sušicu i Tribuću, kao i levu pritoku Dubrašnicu. Rezervat je na nadmorskoj visini od 310 – 929 m n. v.
Klima je umereno kontinentalna, sa svežim letima i hladnim zimama, u višim nadmorskim visinama javlja se subplaninska klima. Prosečna godišnja temperatura je oko 10 stepeni celzijusa, a prosečna godišnja količina padavina iznosi 774 mm. Od lokalnih vetrova se javljaju severac, bošnjak, krivac, vihor, smušac...

### Biljni i životinjski svet
Većina biljnih vrsta u klisuri su endemi i relikti. Najveći deo rezervata obrastaju šume i šikare crnog graba, crnog bora, cera, kleke i dr. Prisutne su i šikare grabića, graba, jasena, bukve... U spratu grmlja se pojavljuje klen, dren, glog, trnjina, bršljan, ruj, divlja ruža i dr.
Reka Trešnjica je brza planinska reka hladne vode, relativno nezagađena. Od riba se mogu naći: mladica, pastrmka, lipljen, klen, šaran ili mrena. Reku Trešnjicu nastanjuje 16 vrsta gmizavaca (od zmija najviše ima poskoka) i vodozemaca, što ukazuje na njenu raznovrsnost. Prisutno je mnogo vrsta sisara - lovne divljači (divlja svinja, veverica, zec, tvor, lisica, šumski puh); zatim jež, vidra, slepi miševi i dr. Do sada je zabeleženo oko 120 vrsta ptica, ali najpoznatija je po bogatstvu ptica grabljivica među kojima su: beloglavi sup, suri orao, jastreb kokošar, kobac ptičar, mišar, orao zmijar, vetruška, sivi soko i dr.

### Beloglavi sup (Gyps fulvus)
Beloglavi sup (lat. Gyps fulvus) je velika ptica lešinar iz familije Accipitridae koja živi na području južne Evrope, jugozapadne Azije i severne Afrike. Po izgledu je to tipični lešinar Starog sveta sa belom ogoljenom glavom i vratom i žutim kljunom, širokim krilima i kratkim repnim perjem. Ptići su po izleganju goli. Kao i drugi lešinari hrani se strvinama, pretežno uginulim životinjama koje nalazi krstareći nebom širokim područjima, često leteći u jatima. Često grokće i šišti naročito kada se hrani. Gnezdi se na liticama planina ležući po jedno jaje. Ponekad formiraju kolonije.
Klisura je po koloniji beloglavog supa, najveće ptice u ornitofauni Srbije (raspon krila 230 – 280 cm), koja je ovde, zahvaljujući organizovanom hranilištu sve brojnija i atraktivnija. U klisuri Trešnjice živi 49 jedinki beloglavog supa (prema podacima brojanja iz 2016-e godine). Pored klisure reke Trešnjice, na prostoru Srbije, stanište beloglavog supa je u klisuri reke Uvac, kod Nove Varoši. Lov na ove ptice je zakonom zabranjen.

## Zanimljivosti
Specifično za kanjon Trešnjice je to da svakog proleća izlazi iz Drine na prirodni mrest riba Mladica, "kraljica" Drine. Na reci je izgrađen punosistemski ribnjak kalifornijske pastrmke. Primena savremene tehnologije koja se zasniva na ubacivanju tečnog kiseonika u vodu jedinstvena je na prostorima Srbije, čime se utrostručila godišnja proizvodnja.